# Jan Skowron (poseł)
Jan Skowron (ur. 24 czerwca 1945 w Basiówce, zm. 23 czerwca 2019 w Szczecinie) – polski rolnik, poseł na Sejm PRL VI kadencji.

## Życiorys
Syn Michała i Marii. W 1946 został wysiedlony do Gąsierzyna, gdzie w 1959 ukończył szkołę podstawową. W 1963 został absolwentem liceum ogólnokształcącego w Gryficach. Pracował we własnym gospodarstwie rolnym, które przejął po zmarłym ojcu. W 1972 uzyskał mandat posła na Sejm PRL w okręgu Szczecin. Zasiadał w Komisji Rolnictwa i Przemysłu Spożywczego. Ponadto pełnił funkcję sekretarza Sejmu.

## Odznaczenia
- Brązowy Krzyż Zasługi